# Багджан, Сельда
Сельда Багджан (тур. Selda Bağcan; также известна как Сельда, род. 1948 г.) — турецкая певица, гитаристка, автор песен и музыкальный продюсер.

## Биография
Родилась в городе Мугла. Её отец Селим имел турецко-македонское происхождение, мать — крымско-татарское. У Сельды было три брата, Саваш, Сезер и Сертер. Вскоре после рождения Сельды Багджан, её семья переехала в Ван, где будущая певица провела большую часть своего детства. Отец Сельды Селим умел играть на саксофоне и флейте, он с раннего детства поощрял увлечение детей музыкой. Сельда с пяти лет играла на мандолине. По вечерам вся семья играла музыку под руководством Селима.
После смерти отца Сельды в 1957 году, семья переехала в Анкару. Во время учёбы в школе Сельда продолжила играть на мандолине, также она начала играть на гитаре. Сначала Сельда пела английские, испанские и итальянские песни, которые слышала по радио, но в первые годы учёбы в Анкарском университете она увлеклась турецкой музыкой, после того, как услышала песни Барыша Манчо, Джема Караджи и Фикрета Кызылока, относящиеся к жанру Анатолийского рока. Братьям Сельды принадлежал музыкальный клуб «Beethoven», Сельда регулярно там пела во время учёбы в университете, также там она встретила ряд турецких музыкантов.
Профессиональная карьера Сельды Багджан началась в 1971 году при поддержке музыкального продюсера Эркана Озмермана. В этом же году она выпустила шесть синглов. В 1972 году Сельда Багджан была избрана представительницей Турции на конкурсе Золотой Орфей. До 1980 года она выпустила ещё 12 синглов. Многие из её песен, имея социально-критическую направленность, солидаризировались с трудящимися, что сделало её чрезвычайно популярной среди левых активистов в 1970-е годы. После переворота 1980 года Сельда Багджан подвергалась преследованию, между 1981 и 1984 годами она арестовывалась 3 раза.